# Дамот
Це стаття про середньовічну державу, про античну державу дивіться статтю Дамот (Д'мт).
Дамот — середньовічне царство в межах сучасної Ефіопії, межувало з Ефіопською імперією.
Розташовувалось на південь від річки Еббей й на захід від річки Магер.
Між 1574 та 1606 роками під тиском нападів оромо правителі царства були змушені переселитись на північний берег Еббея до південного Годзаму.